# Kerlingafjöll
Kerlingafjöll är en bergskedja i republiken Island. Den ligger i regionen Suðurland, 120 km öster om huvudstaden Reykjavík.